# 1855 en droit
Cet article présente les faits marquants de l'année 1855 en droit.

## Événements
- Shanghai devient une cité internationale dirigée par des étrangers bénéficiant de l’extraterritorialité. Les consuls étrangers peuvent entretenir des forces armées.

### Août
- 9 août : réforme libérale au Mexique (1855-1857). La propriété collective est supprimée, l’Église doit vendre ses biens, les Indiens se voient interdire la propriété communale.
- 18 août : concordat entre le Vatican et l'Autriche signé par le ministre de l’instruction publique et des cultes Leo von Thun-Hohenstein. L’Église voit reconnue sa compétence sur le droit matrimonial et sur les tribunaux et obtient la mainmise sur l’enseignement.

### Décembre
- 15 décembre : les anti-esclavagistes du Kansas se dotent d’une nouvelle Constitution. Le Kansas-Nebraska Act de 1854 laissait le choix entre le maintien ou l’abolition de l’esclavage. L’opposition entre les deux camps dégénère en guerre civile dès le 21 novembre (Guerre de Wakarusa).